# Curtea Nouă

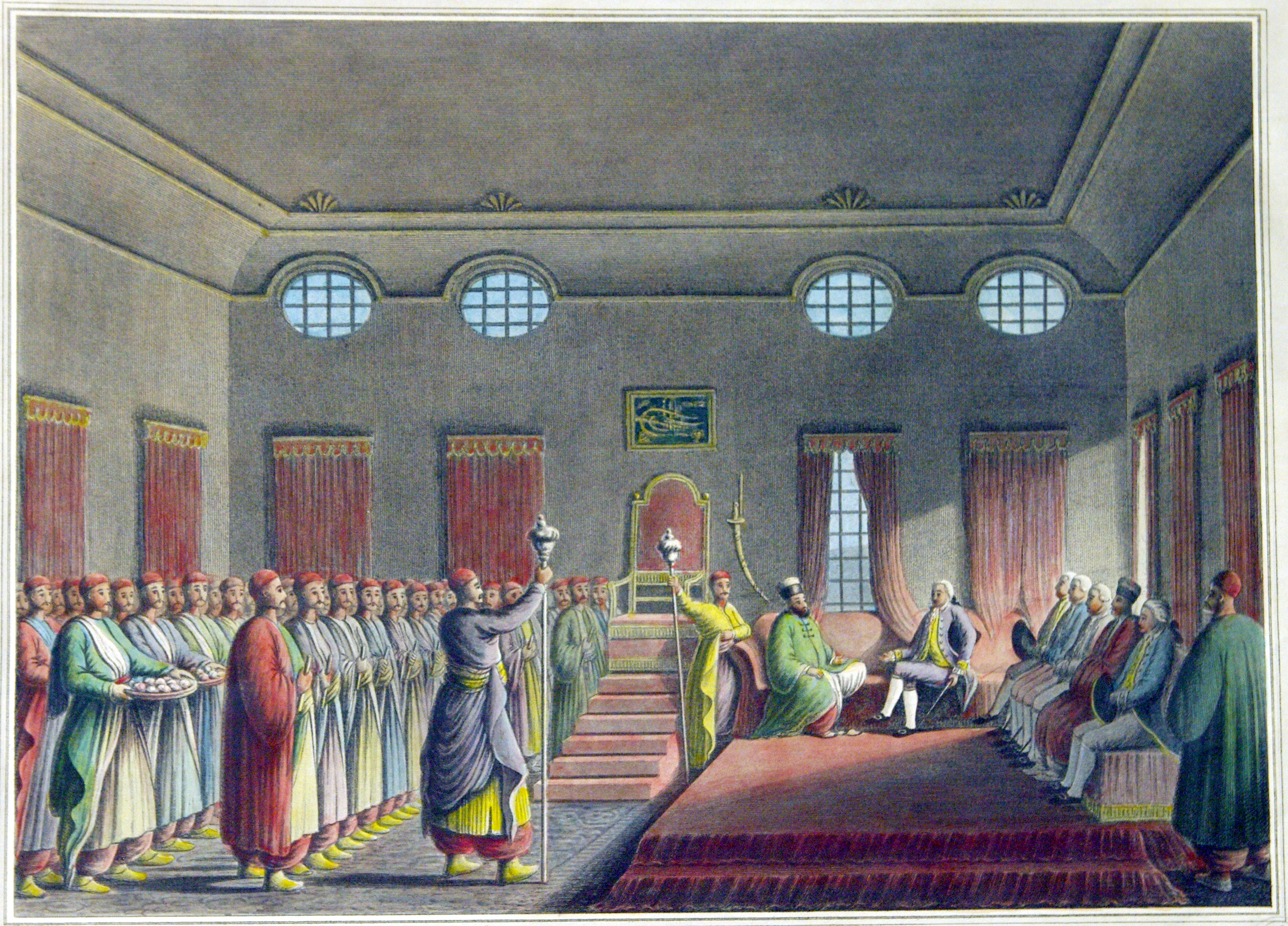
Alexandru Moruzi întâmpinându-l pe ambasadorul Britanic Robert Liston la Curtea Nouă

Curtea Nouă a fost reședința voievozilor din Țara Românească în perioada anilor 1776 - 1812.
A fost construită între 1775-1776, în timpul lui Alexandru Vodă Ipsilanti, pentru a înlocui Curtea Veche, prima curte domnească din București, care a devenit nefuncțională după incendiul din 1718 și după cutremurul din 1738. 
Pentru că era nevoie de o curte domnească, Alexandru Ipsilanti ridică pe Dealul Spirii, între anii 1775 și 1776, ceea ce avea să rămână în amintirea bucureștenilor drept “Curtea Arsă”, numită astfel după incendiul care i-a adus mari stricăciuni din anul 1812.
Curtea Nouă a fost terminată către finele anului 1776, iar, din planurile de sistematizare ale Bucureștiului realizate de ofițerul inginer topograf, Rudolf Arthur von Borroczyn, la mijlocul secolului al XIX-lea, se poate vedea că reședința domnească era situată în afara orașului, pe malul stâng al Dâmboviței în apropiere de Podul Mihai Vodă (distrus după cutremurul din anul 1977 și apoi demolat), și avea corpul principal așezat pe locul ocupat ulterior de Arsenalul Armatei.
“În primul rând, acest Domn și-a ridicat un nou palat, căci cel vechiu se deteriorase cu totul. Cartierul în care și l-a construit nu era de loc central, dimpotrivă izolat pe țărmul drept al Dâmboviței în imediata apropiere a mănăstirii Mihai Vodă, pe un deal acoperit de vii (actualul Arsenal). Începută în primăvara anului 1775 construcția s-a terminat în toamna anului următor. Contimporanii o arată ca o clădire fără stil, construită de arhitecți turci sau bulgari. Apoi, spre a putea primi cum se cuvine pe oamenii influenți de la Poartă, cari veniau ori treceau prin București, el ridică în apropiere de vechea Curte Domnească, așa numita, la începutul Podului Șerban Vodă de pe țărmul stâng al gârlei; de atunci, porțiunea aceasta de stradă s-a numit Podul Beilicului.(...)”. (Constantin Moisil, “Bucureștii vechi”, revista Boabe de grâu, septembrie 1932 , arhiva anticarului Iustin Zegrea).
Corelația dintre analiza monumentelor păstrate, informațiile oferite de călătorii străini din epocă și datele obținute în urma cercetărilor arheologice permit definirea acestei curți domnești ca fiind o incintă de formă rectangulară, construită din lemn sau zid, având în centrul său casa sau palatul domnitorului, alături de care se aflau camerele slujitorilor sau ale curtenilor, precum și o biserică paraclis (Nicolescu, 1979, pag. 3). Datorită unui tablou nesemnat, păstrat în colecțiile Academiei Române, se poate reconstitui interiorul sălii tronului din cadrul palatului Curții Noi, așa cum arăta în momentul urcării pe tron a lui Nicolae Mavrogheni (26 martie/6 aprilie 1786). În anul 1794, voievodul Alexandru Moruzi îl primește în vizită la Curtea Nouă pe ambasadorul Angliei la Constantinopol, lordul Robert Liston, moment ce a fost imortalizat într-un album de Luigi Mayer. Oaspetele englez a fost primit în sala de recepție a palatului domnesc, destul de spațioasă și înaltă, având ferestre mari pe toate laturile, deasupra cărora se afla un alt rând de geamuri mai mici și ovale. În plan central se poate observa tronul, la care se ajungea după urcarea câtorva trepte și deasupra căruia se afla turaua sultanului, iar pe perete era prinsă o sabie otomană ce simboliza autoritatea padișahului, delegată voievodului Țării Românești. Alexandru Moruzi, îmbrăcat cu caftan și putând calpac pe cap, și lordul Robert Liston stau așezați pe un divan, alături de membrii delegației engleze, iar în celălalt plan sunt redați boierii de la curtea domnească, îmbrăcați în costume orientale. 
O amplă etapă de reconstrucție a Curții Noi a fost întreprinsă de către domnitorul Constantin Hangerli în primăvara anului 1798. Astfel, a fost dată o nouă înfățișare reședinței domnești din Dealul Spirii, așa cum a fost surprinsă într-o descriere de epocă: “Acest palat era foarte mare; era zidit după stilul bizantin, cu două caturi, având patru scări și trei foișoare; în catul de sus, la mijloc, era salonul cel mare, unde era și tronul domnesc; între alte încăperi erau și un paraclis și o baie, iar în catul de jos erau toate autoritățile, respectiv vistieria, logofeția, hătmănia și altele, cu cancelariile lor” (Stoicescu, 1960, pp. 36-37).
Cutremurul din 1802, numit și „cutremurul cel mare”, a adus distrugeri considerabile construcției, fapt care l-a îndemnat pe domnitorul Constantin Ipsilanti să nu se mai simtă în siguranță și să se mute de aici la Mănăstirea Văcărești.
În decembrie 1812, Ioan Caragea a avut intenția să facă reparații la Curtea Nouă. Fusese numit domnitor pe 27 august 1812 la Constantinopol și, în prima noapte petrecută în București, la ora 5 dimineața, un incendiu violent a izbucnit la Curtea Nouă, consacrându-i astfel, în istorie, numele de „Curtea Arsă”. Distrugerile suferite în urma incendiului din 1812 au transformat-o într-un spațiu de nelocuit. 
La începutul deceniului al treilea al secolului XIX, pe teritoriul Curții Noi au început să fie ridicate case din materiale sustrase din clădirea arsă, devenind o zonă locuită de persoane certate cu legea. În octombrie 1834, Agia a trecut la demolarea tuturor construcțiilor existente pe locul ocupat de Curtea Nouă. Remodelarea acestui spațiu s-a înregistrat în timpul domnitorului Alexandru Ioan Cuza, când s-a început construirea Arsenalului Armatei, pe locul ocupat de Curtea Arsă.  

Legături externe
- Curtea Domnească de la Mihai Vodă, 10 dec 2008, Emanuel Bădescu, Ziarul de Duminică
- Vedere de la Curtea Arsă, 18 iul 2008, Emanuel Bădescu, Ziarul de Duminică
- De la Curtea Nouă la Curtea Arsă Arhivat în 19 februarie 2014, la Wayback Machine., 6 noiembrie 2011, Alina Stănculescu, Ziarul Lumina
- De ce-i spunem Curtea Arsă Arhivat în 19 februarie 2014, la Wayback Machine., 20 noiembrie 2011, Alina Stănculescu, Ziarul Lumina
- Bucureștii vechi, Constantin Moisil, Revista Boabe de grâu, septembrie 1932
- Palate din București - Curtea Arsă, pag. 17-18, Narcis Dorin Ion, Editura Noi Media Print, 2013